# Bürgerhaus (Zeutern)

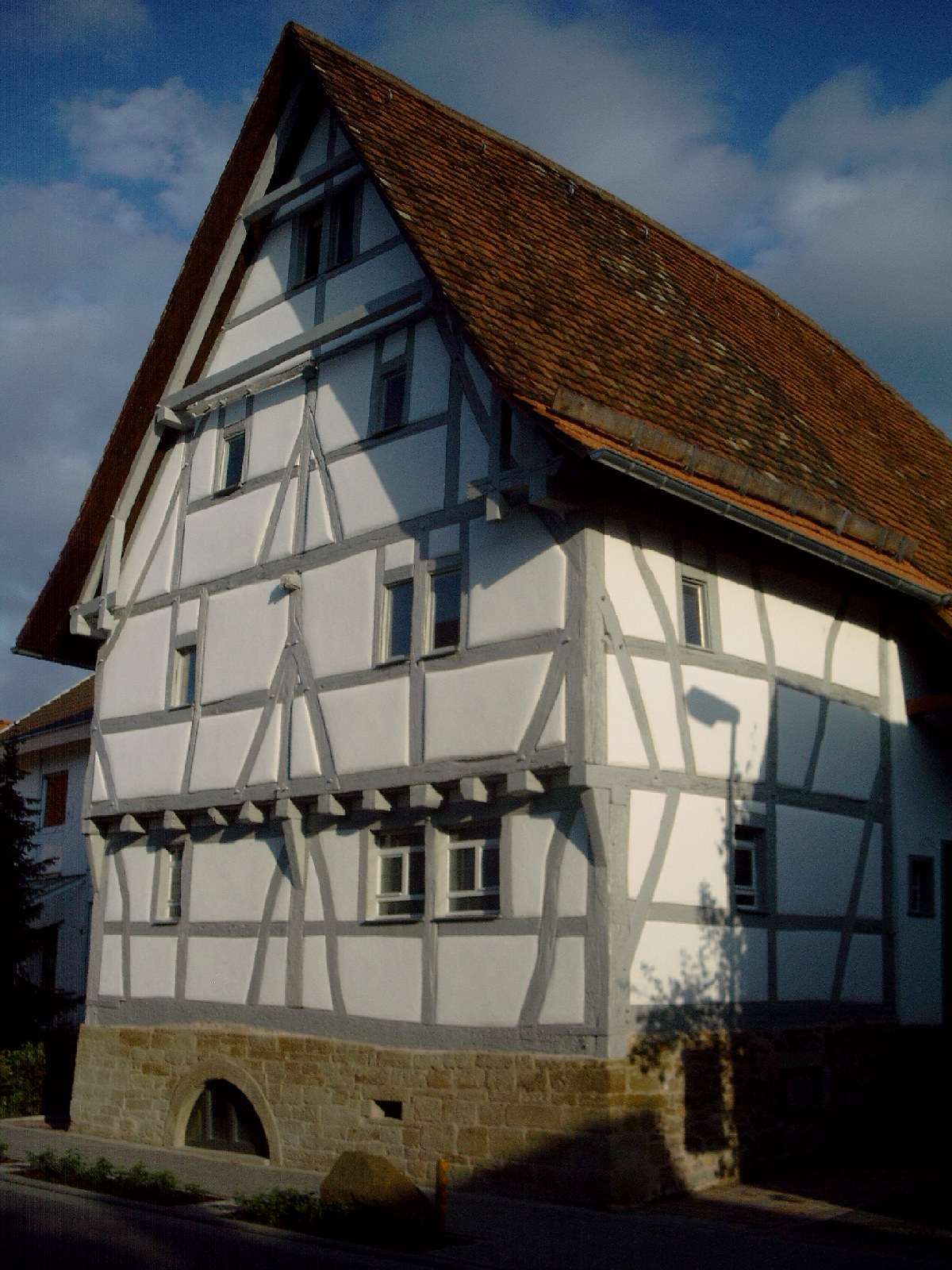
Bürgerhaus in Zeutern

Das Bürgerhaus in Zeutern, einem Ortsteil von Ubstadt-Weiher im Landkreis Karlsruhe ist als Firstständerhaus aus dem 15. Jahrhundert eines der bedeutendsten Fachwerkgebäude in Baden-Württemberg.

## Geschichte
Das in der Unterdorfstraße 29 gelegene historische Wohngebäude wurde um 1457/58 als Firstständerhaus auf einem wahrscheinlich noch älteren Keller erbaut. Das hohe Alter und die Konstruktionsweise des Gebäudes blieben bis in die jüngste Vergangenheit unentdeckt, da das Gebäude lange Zeit verputzt und durch An- und Umbauten sowie Verkleidungen entstellt war. Substanzschäden im Gemäuer sowie Spuren historischer Brände trugen zu einem verwahrlosten Erscheinungsbild bei.
Ende der 1980er Jahre wurden die Karlsruher Architekten Robert Crowell und Barbara Kollia-Crowell auf das Gebäude aufmerksam. Sie setzten sich nach dem Tod der letzten Bewohnerin für den Erhalt des vom Abriss bedrohten Bauwerks ein. Das hohe Alter des Gebäudes wurde 1994 durch eine bauhistorische Untersuchung bestätigt. Das Landesdenkmalamt Baden-Württemberg verfügte daraufhin, das bedeutende Kulturdenkmal in seiner Gesamtheit zu erhalten.
Erste Pläne zu einer umfangreichen Sanierung des Gebäudes scheiterten 2003 noch am Widerstand des Gemeinderates. Nachdem sich der Heimatverein in Zeutern um Fördergelder und Zuschüsse bemühte, außerdem noch 50.0000 Euro und 1.500 Arbeitsstunden aus den Reihen des Vereins sowie die weitere Betreuung des Gebäudes zusicherte, konnte schließlich im weiteren Verlauf des Jahres 2003 der Gemeinderat umgestimmt und mit der Sanierung begonnen werden.
Die Sanierung des Gebäudes erfolgte unter Leitung von Architekt Crowell und zunächst unter Koordinierung des damaligen Hauptamtsleiters und späteren Bürgermeisters Tony Löffler, später unter einem ehrenamtlichen Bauleiter vom Heimatverein. Der Verein leistete etwa 3.000 Stunden Arbeitseinsatz bei der Freilegung und Restaurierung des Gebäudes und wurde später für sein überragendes bürgerschaftliches Engagement von der Landesregierung ausgezeichnet.
Die Sanierung war 2007 abgeschlossen. Seitdem wird das Haus als Bürgerhaus mit Trauzimmer und Veranstaltungsräumen genutzt. Das Gebäude erweitert außerdem das Angebot an kulturell öffentlich nutzbaren Räumen des in der Nachbarschaft befindlichen und ebenfalls sehr alten Fachwerkgebäudes Unterdorfstraße 53, das bereits in den 1980er Jahren saniert wurde und heute von der Gemeinde als Musik- und Kunstschule genutzt wird.